# Деметре Кларджи
Деметре (груз. დემეტრე, умер 1028 г.) — грузинский принц из династии Багратионов из линии Кларджети.

## Биография
Деметре является единственным сыном Гургена, который ок. 1010 года восстал против царя Грузии Баграта III и короновал себя как суверен Кларджетии, однако в 1012 году он был казнён, а Деметре выжил, сбежав в Константинополь, где он получил византийское образование. Вернувшись в Грузию после смерти Баграта III, в 1014 году ему удалось найти место в высшем обществе царства и стать лидером провизантийской партии Грузии.
Вскоре после восхождения на престол Баграта IV — византийский император Константин VIII направил войско для захвата ключевого города-крепости Артануджи от имени грузинского князя Деметрия. Несколько грузинских дворян перешли на сторону византийцев, но верные подданные Баграта вступили в упорную борьбу. Византийцы захватили грузинские пограничные районы и осадили Клдекари, ключевую крепость в провинции Триалети, но не смогли её взять и пошли обратно на регион Шавшети. Местный епископ Саба Мтбэвари организовал успешную оборону области, заставив византийцев отступить. Наконец Баграту IV удаётся победить Деметрия и заключить его в тюрьму. В «Картлис Цховреба» говорится, что он умер в плену.